# Оскар (кинопремия, 1959)
31-я церемония вручения наград премии «Оскар» за заслуги в области кинематографа за 1958 год состоялась 6 апреля 1959 года в Pantages Theatre (Голливуд, Лос-Анджелес, Калифорния, США). Номинанты были объявлены 23 февраля 1959 года.
Романтическая музыкальная комедия Винсента Миннелли «Жижи» забрала все девять наград, в которых была представлена, в том числе призы в основных номинациях: за лучший фильм года, режиссёрскую работу и адаптированный сценарий. Данная лента установила новое достижение по количеству наград, принадлежавшее ранее мелодраме «Унесённые ветром» (8 наград) и повторившими его «Отныне и во веки веков» (в 1954) и «В порту» (в 1955). Однако этот рекорд продержался только до следующей церемонии, в 1960 году, на которой пеплум «Бен-Гур» собрал уже 11 наград. Также «Жижи» стала показателем в достижении, как одержавшая победу во всех номинациях, на которые она была выдвинута (9 наград из 9 номинаций), подобный результат был повторён лишь в 1988 году картиной «Последний император» и превзойдён только в 2004 году лентой «Властелин колец: Возвращение короля» (11 из 11).

## Фильмы, получившие несколько номинаций
| Фильм                         | номинации | награды |
| ----------------------------- | --------- | ------- |
| • Жижи                        | 9         | 9       |
| • Не склонившие головы        | 9         | 2       |
| • За отдельными столиками     | 7         | 2       |
| • Я хочу жить!                | 6         | 1       |
| • Кошка на раскалённой крыше  | 6         | -       |
| • Тётушка Мэйм                | 6         | -       |
| • И подбежали они             | 5         | -       |
| • Старик и море               | 3         | 1       |
| • Юг Тихого океана            | 3         | 1       |
| • Молодые львы                | 3         | -       |
| • Уверенная улыбка            | 3         | -       |
| • Большая страна              | 2         | 1       |
| • Белая пустошь (док.)        | 2         | 1       |
| • Любимец учителя             | 2         | -       |
| • Плавучий дом                | 2         | -       |
| • Колокол, книга и свеча      | 2         | -       |
| • Весеннее путешествие (док.) | 2         | -       |

## Список лауреатов и номинантов
★ Победители выделены отдельным цветом. 

### Основные категории
| Категории | Лауреаты и номинанты                                                                                               | Лауреаты и номинанты                                                      |
| --- | --- | ------------------------------------------------------------------------- |
| Лучший фильм | ★ Жижи / Gigi (продюсер: Артур Фрид)                                                                               | ★ Жижи / Gigi (продюсер: Артур Фрид)                                      |
| Лучший фильм | • Тётушка Мэйм / Auntie Mame (Warner Bros.)                                                                        |                                                                           |
| Лучший фильм | • Кошка на раскалённой крыше / Cat on a Hot Tin Roof (продюсер: Лоуренс Вайнгартен)                                |                                                                           |
| Лучший фильм | • Не склонившие головы / The Defiant Ones (продюсер: Стэнли Крамер)                                                |                                                                           |
| Лучший фильм | • За отдельными столиками / Separate Tables (продюсер: Харольд Хект)                                               |                                                                           |
| Лучший режиссёр | ★ Винсент Миннелли за фильм «Жижи»                                                                                 | ★ Винсент Миннелли за фильм «Жижи»                                        |
| Лучший режиссёр | • Ричард Брукс — «Кошка на раскалённой крыше»                                                                      |                                                                           |
| Лучший режиссёр | • Стэнли Крамер — «Не склонившие головы»                                                                           |                                                                           |
| Лучший режиссёр | • Роберт Уайз — «Я хочу жить!»                                                                                     |                                                                           |
| Лучший режиссёр | • Марк Робсон — «Постоялый двор шестой степени счастья»                                                            |                                                                           |
| Лучший актёр | Дэвид Нивен | ★ Дэвид Нивен — «За отдельными столиками» (за роль майора Агнуса Поллока) |
| Лучший актёр | Дэвид Нивен | • Тони Кёртис — «Не склонившие головы» (за роль Джона Джексона)           |
| Лучший актёр | Дэвид Нивен | • Пол Ньюман — «Кошка на раскалённой крыше» (за роль Брика Поллитта)      |
| Лучший актёр | Дэвид Нивен | • Сидни Пуатье — «Не склонившие головы» (за роль Ноа Каллена)             |
| Лучший актёр | Дэвид Нивен | • Спенсер Трейси — «Старик и море» (за роль старика)                      |
| Лучшая актриса | | ★ Сьюзен Хэйворд — «Я хочу жить!» (за роль Барбары Грэм)                  |
| Лучшая актриса | • Дебора Керр — «За отдельными столиками» (за роль Сибил Рейлтон-Белл)                                             |                                                                           |
| Лучшая актриса | • Ширли Маклейн — «И подбежали они» (за роль Джинни Мурхед)                                                        |                                                                           |
| Лучшая актриса | • Розалинд Расселл — «Тётушка Мэйм» (за роль Мэйм Деннис)                                                          |                                                                           |
| Лучшая актриса | • Элизабет Тейлор — «Кошка на раскалённой крыше» (за роль Мегги Поллитт)                                           |                                                                           |
| Лучший актёр второго плана | Бёрл Айвз | ★ Бёрл Айвз — «Большая страна» (за роль Руфуса Хэннесси)                  |
| Лучший актёр второго плана | Бёрл Айвз | • Теодор Бикель — «Не склонившие головы» (за роль шерифа Макса Мюллера)   |
| Лучший актёр второго плана | Бёрл Айвз | • Ли Джей Кобб — «Братья Карамазовы» (за роль Фёдора Карамазова)          |
| Лучший актёр второго плана | Бёрл Айвз | • Артур Кеннеди — «И подбежали они» (за роль Фрэнка Хирша)                |
| Лучший актёр второго плана | Бёрл Айвз | • Гиг Янг — «Любимец учителя» (за роль доктора Хьюго Пайна)               |
| Лучшая актриса второго плана | Уэнди Хиллер | ★ Уэнди Хиллер — «За отдельными столиками» (за роль Пэт Купер)            |
| Лучшая актриса второго плана | Уэнди Хиллер | • Пегги Касс — «Тётушка Мэйм» (за роль Агнес Гуч)                         |
| Лучшая актриса второго плана | Уэнди Хиллер | • Марта Хайер — «И подбежали они» (за роль Гвен Фрэнч)                    |
| Лучшая актриса второго плана | Уэнди Хиллер | • Морин Стэплтон — «Одинокие сердца» (за роль Фэй Дойл)                   |
| Лучшая актриса второго плана | Уэнди Хиллер | • Кара Уильямс — «Не склонившие головы» (за роль матери Билли)            |
| Лучший сценарий, созданный непосредственно для экранизации (Best Writing, Story and Screenplay – Written Directly for the Screen) | ★ Недрик Янг и Харольд Джейкоб Смит — «Не склонившие головы»                                                       | ★ Недрик Янг и Харольд Джейкоб Смит — «Не склонившие головы»              |
| Лучший сценарий, созданный непосредственно для экранизации (Best Writing, Story and Screenplay – Written Directly for the Screen) | • Пэдди Чаефски — «Богиня»                                                                                         |                                                                           |
| Лучший сценарий, созданный непосредственно для экранизации (Best Writing, Story and Screenplay – Written Directly for the Screen) | • Мелвилл Шавельзон и Джек Роуз — «Плавучий дом»                                                                   |                                                                           |
| Лучший сценарий, созданный непосредственно для экранизации (Best Writing, Story and Screenplay – Written Directly for the Screen) | • Джеймс Эдвард Грант и Уильям Бауэрс — «Пастух»                                                                   |                                                                           |
| Лучший сценарий, созданный непосредственно для экранизации (Best Writing, Story and Screenplay – Written Directly for the Screen) | • Фэй Канин и Майкл Канин — «Любимец учителя»                                                                      |                                                                           |
| Лучший адаптированный сценарий (Best Writing, Screenplay Based on Material from Another Medium)                                   | ★ Алан Джей Лернер — «Жижи» (по одноимённому роману Колетт)                                                        | ★ Алан Джей Лернер — «Жижи» (по одноимённому роману Колетт)               |
| Лучший адаптированный сценарий (Best Writing, Screenplay Based on Material from Another Medium)                                   | • Ричард Брукс и Джеймс По — «Кошка на раскалённой крыше» (по одноимённой пьесе Теннесси Уильямса)                 |                                                                           |
| Лучший адаптированный сценарий (Best Writing, Screenplay Based on Material from Another Medium)                                   | • Алек Гиннесс — «Устами художника» (по роману Джойса Кэри «Из первых рук»)                                        |                                                                           |
| Лучший адаптированный сценарий (Best Writing, Screenplay Based on Material from Another Medium)                                   | • Нельсон Гиддинг и Дон Манкевич — «Я хочу жить!» (по письмам Барбары Грэм и статье Эда Монтгомери)                |                                                                           |
| Лучший адаптированный сценарий (Best Writing, Screenplay Based on Material from Another Medium)                                   | • Теренс Реттиген и Джон Гэй — «За отдельными столиками» (на основе двух пьес Теренса Реттигена)                   |                                                                           |
| Лучший фильм на иностранном языке                                                                                                 | ★ «Мой дядюшка» / Mon oncle (Франция) реж. Жак Тати                                                                | ★ «Мой дядюшка» / Mon oncle (Франция) реж. Жак Тати                       |
| Лучший фильм на иностранном языке                                                                                                 | • Герои / Helden (ФРГ) реж. Франц Петер Вирт                                                                       |                                                                           |
| Лучший фильм на иностранном языке                                                                                                 | • Месть / La venganza (Испания) реж. Хуан Антонио Бардем                                                           |                                                                           |
| Лучший фильм на иностранном языке                                                                                                 | • Дорога длиною в год / Cesta duga godinu dana / итал. La strada lunga un anno (Югославия) реж. Джузеппе де Сантис |                                                                           |
| Лучший фильм на иностранном языке                                                                                                 | • Злоумышленники, как всегда, остались неизвестны / I soliti ignoti (Италия) реж. Марио Моничелли                  |                                                                           |

### Другие категории
| Категории                                                        | Лауреаты и номинанты                                                                                               | Лауреаты и номинанты                                                                                               |
| ---------------------------------------------------------------- | --- | --- |
| Лучшая музыка: Саундтрек к драматическому или комедийному фильму | | ★ Дмитрий Тёмкин — «Старик и море»                                                                                 |
| Лучшая музыка: Саундтрек к драматическому или комедийному фильму | • Джером Моросс — «Большая страна»                                                                                 | |
| Лучшая музыка: Саундтрек к драматическому или комедийному фильму | • Дэвид Рэксин — «За отдельными столиками»                                                                         | |
| Лучшая музыка: Саундтрек к драматическому или комедийному фильму | • Оливер Уоллес — «Белая пустошь»                                                                                  | |
| Лучшая музыка: Саундтрек к драматическому или комедийному фильму | • Хьюго Фридхофер — «Молодые львы»                                                                                 | |
| Лучшая музыка: Саундтрек к музыкальному фильму                   | | ★ Андре Превин — «Жижи»                                                                                            |
| Лучшая музыка: Саундтрек к музыкальному фильму                   | • Юрий Файер и Геннадий Рождественский — «Балет Большого театра»                                                   | |
| Лучшая музыка: Саундтрек к музыкальному фильму                   | • Рэй Хайндорф — «Чёртовы янки!»                                                                                   | |
| Лучшая музыка: Саундтрек к музыкальному фильму                   | • Лайонел Ньюман — «Марди Грас»                                                                                    | |
| Лучшая музыка: Саундтрек к музыкальному фильму                   | • Альфред Ньюман и Кен Дэрби — «Юг Тихого океана»                                                                  | |
| Лучшая песня к фильму                                            | ★ Gigi — «Жижи» — музыка: Фредерик Лоу, слова: Алан Джей Лернер                                                    | ★ Gigi — «Жижи» — музыка: Фредерик Лоу, слова: Алан Джей Лернер                                                    |
| Лучшая песня к фильму                                            | • Almost in Your Arms (Love Song from Houseboat) — «Плавучий дом» — музыка и слова: Джей Ливингстон и Рэй Эванс    | |
| Лучшая песня к фильму                                            | • A Certain Smile — «Уверенная улыбка» — музыка: Сэмми Фэйн, слова: Пол Френсис Уэбстер                            | |
| Лучшая песня к фильму                                            | • To Love and Be Loved — «И подбежали они» — музыка: Джимми Ван Хэйсен, слова: Сэмми Кан                           | |
| Лучшая песня к фильму                                            | • A Very Precious Love — «Марджори Морнингстар» — музыка: Сэмми Фэйн, слова: Пол Френсис Уэбстер                   | |
| Лучший монтаж                                                    | ★ Эдриэнн Фэзан — «Жижи»                                                                                           | ★ Эдриэнн Фэзан — «Жижи»                                                                                           |
| Лучший монтаж                                                    | • Уильям Х. Циглер — «Тётушка Мэйм»                                                                                | |
| Лучший монтаж                                                    | • Уильям А. Лион, Эл Кларк — «Отчаянный ковбой»                                                                    | |
| Лучший монтаж                                                    | • Фредерик Кнудсон — «Не склонившие головы»                                                                        | |
| Лучший монтаж                                                    | • Уильям Хорнбек — «Я хочу жить!»                                                                                  | |
| Лучшая операторская работа (Чёрно-белый фильм)                   | ★ Сэм Ливитт — «Не склонившие головы»                                                                              | ★ Сэм Ливитт — «Не склонившие головы»                                                                              |
| Лучшая операторская работа (Чёрно-белый фильм)                   | • Дэниел Л. Фапп — «Любовь под вязами»                                                                             | |
| Лучшая операторская работа (Чёрно-белый фильм)                   | • Лайонел Линдон — «Я хочу жить!»                                                                                  | |
| Лучшая операторская работа (Чёрно-белый фильм)                   | • Чарльз Лэнг — «За отдельными столиками»                                                                          | |
| Лучшая операторская работа (Чёрно-белый фильм)                   | • Джозеф Макдональд — «Молодые львы»                                                                               | |
| Лучшая операторская работа (Цветной фильм)                       | ★ Джозеф Руттенберг — «Жижи»                                                                                       | ★ Джозеф Руттенберг — «Жижи»                                                                                       |
| Лучшая операторская работа (Цветной фильм)                       | • Гарри Стрэдлинг ст. — «Тётушка Мэйм»                                                                             | |
| Лучшая операторская работа (Цветной фильм)                       | • Уильям Х. Дэниелс — «Кошка на раскалённой крыше»                                                                 | |
| Лучшая операторская работа (Цветной фильм)                       | • Джеймс Вонг Хоу — «Старик и море»                                                                                | |
| Лучшая операторская работа (Цветной фильм)                       | • Леон Шамрой — «Юг Тихого океана»                                                                                 | |
| Лучшая работа художника                                          | ★ Уильям А. Хорнинг (посмертно), Э. Престон Амес (постановщики), Генри Грэйс, Ф. Кеог Глисон (декораторы) — «Жижи» | ★ Уильям А. Хорнинг (посмертно), Э. Престон Амес (постановщики), Генри Грэйс, Ф. Кеог Глисон (декораторы) — «Жижи» |
| Лучшая работа художника                                          | • Малкольм Берт (постановщик), Джордж Джеймс Хопкинс (декоратор) — «Тётушка Мэйм»                                  | |
| Лучшая работа художника                                          | • Кэри Оделл (постановщик), Луи Диэдж (декоратор) — «Колокол, книга и свеча»                                       | |
| Лучшая работа художника                                          | • Лайл Р. Вилер, Джон ДеКуир (постановщики), Уолтер М. Скотт, Пол С. Фокс (декораторы) — «Уверенная улыбка»        | |
| Лучшая работа художника                                          | • Хэл Перейра, Генри Бамстед (постановщики), Сэм Комер, Фрэнк Р. МакКелви (декораторы) — «Головокружение»          | |
| Лучший дизайн костюмов                                           | | ★ Сесил Битон — «Жижи»                                                                                             |
| Лучший дизайн костюмов                                           | • Жан Луи — «Колокол, книга и свеча»                                                                               | |
| Лучший дизайн костюмов                                           | • Ральф Джестер, Эдит Хэд, Джон Дженсен — «Флибустьер»                                                             | |
| Лучший дизайн костюмов                                           | • Чарльз Ле Мэр, Мэри Уиллс — «Уверенная улыбка»                                                                   | |
| Лучший дизайн костюмов                                           | • Уолтер Планкетт — «И подбежали они»                                                                              | |
| Лучший звук                                                      | ★ Фред Хайнс (Todd-AO SSD) — «Юг Тихого океана»                                                                    | ★ Фред Хайнс (Todd-AO SSD) — «Юг Тихого океана»                                                                    |
| Лучший звук                                                      | • Гордон Сойер (Samuel Goldwyn SSD) — «Я хочу жить!»                                                               | |
| Лучший звук                                                      | • Лесли Кэри (Universal-International SSD) — «Время любить и время умирать»                                        | |
| Лучший звук                                                      | • Джордж Даттон (Paramount SSD) — «Головокружение»                                                                 | |
| Лучший звук                                                      | • Карлтон У. Фолкнер (20th Century-Fox SSD) — «Молодые львы»                                                       | |
| Лучшие спецэффекты                                               | ★ Том Ховард (визуальные эффекты) — «Мальчик-с-пальчик»                                                            | ★ Том Ховард (визуальные эффекты) — «Мальчик-с-пальчик»                                                            |
| Лучшие спецэффекты                                               | • А. Арнольд Гиллеспи (визуальные эффекты), Гарольд Хамброк (звуковые эффекты) — «Пуск торпеды»                    | |
| Лучший документальный полнометражный фильм                       | ★ «Белая пустошь» / White Wilderness (продюсер: Бен Шарпстин)                                                      | ★ «Белая пустошь» / White Wilderness (продюсер: Бен Шарпстин)                                                      |
| Лучший документальный полнометражный фильм                       | • Antarctic Crossing (продюсер: Джеймс Карр)                                                                       | |
| Лучший документальный полнометражный фильм                       | • Скрытый мир / The Hidden World (продюсер: Роберт Снайдер)                                                        | |
| Лучший документальный полнометражный фильм                       | • Психиатрическая помощь / Psychiatric Nursing (продюсер: Натан Цукер)                                             | |
| Лучший документальный короткометражный фильм                     | ★ «Девушки ама» / Ama Girls (продюсер: Бен Шарпстин)                                                               | ★ «Девушки ама» / Ama Girls (продюсер: Бен Шарпстин)                                                               |
| Лучший документальный короткометражный фильм                     | • Employees Only (продюсер: Кеннет Браун)                                                                          | |
| Лучший документальный короткометражный фильм                     | • Весеннее путешествие / Journey into Spring (продюсер: Йен Фергюсон)                                              | |
| Лучший документальный короткометражный фильм                     | • Живой камень / The Living Stone (продюсер: Том Дэйли)                                                            | |
| Лучший документальный короткометражный фильм                     | • Увертюра / Overture (продюсер: Торолд Дикинсон)                                                                  | |
| Лучший игровой короткометражный фильм                            | ★ «Гранд Каньон» / Grand Canyon (продюсер: Уолт Дисней)                                                            | ★ «Гранд Каньон» / Grand Canyon (продюсер: Уолт Дисней)                                                            |
| Лучший игровой короткометражный фильм                            | • Весеннее путешествие / Journey into Spring (продюсер: Йен Фергюсон)                                              | |
| Лучший игровой короткометражный фильм                            | • Поцелуй / The Kiss (продюсер: Джон Патрик Хэйес)                                                                 | |
| Лучший игровой короткометражный фильм                            | • / Snows of Aorangi (New Zealand Screen Board)                                                                    | |
| Лучший игровой короткометражный фильм                            | • / T Is for Tumbleweed (продюсер: James A. Lebenthal)                                                             | |
| Лучший анимационный короткометражный фильм                       | ★ «Благородный рыцарь Багз» / Knighty Knight Bugs (продюсер: Джон У. Бёртон)                                       | ★ «Благородный рыцарь Багз» / Knighty Knight Bugs (продюсер: Джон У. Бёртон)                                       |
| Лучший анимационный короткометражный фильм                       | • Пол Баньян / Paul Bunyan (продюсер: Уолт Дисней)                                                                 | |
| Лучший анимационный короткометражный фильм                       | • / Sidney’s Family Tree (продюсер: Уильям М. Уайсс)                                                               | |

### Специальные награды
| Награда                                                         | Лауреаты | Лауреаты |
| --------------------------------------------------------------- | -------- | --- |
| Премия за выдающиеся заслуги в кинематографе (Почётный «Оскар») |          | ★ Морис Шевалье — за более чем полувековую деятельность в сфере развлекательного кино. (for his contributions to the world of entertainment for more than half a century.) |
| Награда имени Ирвинга Тальберга                                 |          | ★ Джек Л. Уорнер |

## Научно-технические награды
| Категории | Лауреаты |
| --------- | --- |
| Class I   | Не присуждалась |
| Class II  | • Дон В. Придо, Лерой Г. Лейтон (подразделение ламп General Electric Co.) — на разработку и производство усовершенствованной лампы мощностью 10 киловатт для освещения съемочных площадок. |
| Class II  | • Panavision, Inc. — за дизайн и разработку анаморфотного объектива Auto Panatar для 35-мм фотосъемки CinemaScope.                                                                         |
| Class III | • Уилли Борберг (General Precision Laboratory, Inc.) — за разработку высокоскоростного прерывистого движения для 35-мм кинопроекционного оборудования.                                     |
| Class III | • Фред Понедел, Джордж Браун, Конрад Бойе (Отдел спецэффектов Warner Bros.) — на разработку и изготовление новой скорострельной мраморной пушки.                                           |